# Chliara moneta
Chliara moneta är en fjärilsart som beskrevs av Felder 1874. Chliara moneta ingår i släktet Chliara och familjen tandspinnare. Inga underarter finns listade i Catalogue of Life.